# Гутах-им-Брайсгау
Гутах-им-Брайсгау (нем. Gutach im Breisgau) — община в Германии, в земле Баден-Вюртемберг. 
Подчиняется административному округу Фрайбург. Входит в состав района Эммендинген.  Население составляет 4457 человек (на 31 декабря 2010 года). Занимает площадь 24,77 км².
Коммуна подразделяется на 3 сельских округа.